# 제58회 NHK 홍백가합전
《제58회 NHK 홍백가합전》(일본어: 第58回NHK紅白歌合戦 다이고쥬하치카이에누에이치케이코하쿠우타갓센[*])는 2007년 12월 31일에 방송된 통산 58회째인 NHK 홍백가합전이다.

## 소개
헬로! 프로젝트 10주년 기념으로 모닝구무스메를 비롯한 소속 가수들이 출장해서 분위기를 돋우었다.

 또, 2007년 사망한 ZARD의 필름 콘서트가 중계되었다.

## 사회자
- 종합사회 - 마츠모토 카즈야, 스미요시 미키 아나운서
- 홍조(紅組)사회 - 나카이 마사히로
- 백조(白組)사회 - 쇼후쿠테이 츠루베
- 라디오 중계 - 오다기리 센, 츠카하라 아이 아나운서

## 게스트 심사원
- 미야자키 아오이 : 2008년에 방영할 NHK 대하드라마 『아쓰히메』의 주인공 덴쇼인 역.
- 우에다 모모코 : 사상 최연소 (당시 21세) 골프 상금 여왕.
- 오카지마 히데키 : 보스턴 레드삭스 입단 1년만에 마쓰자카 다이스케와 함께 2007년 월드 시리즈 우승.
- 아오키 이사오 : 일본 시니어 오픈에서 에이지 슈트를 달성하고 우승.
- 나카무라 칸자부로 (18대) : 2회째의 뉴욕 공연에서 해외미디어로부터 큰 평가를 받았다.
- 아라가키 유이 : 영화 『연공』의 여주. 가수로도 활약.
- 모기 켄이치로 : 뇌과학자이자 NHK 프로그램 『プロフェッショナル 仕事の流儀』의 캐스터.
- 반도 마리코 : 판매 200만 부를 넘은 『女性の品格』의 저자.
- 진나이 토모노리 : 후지와라 노리카와의 격차혼이 화제였다.

## 출장가수
진한 글씨는 첫 출장을 나타냄.

괄호 안의 숫자는 출장횟수를 나타냄.

### 1부
- 아카구미(紅組) :
  - 모닝구무스메 (10)&Berryz코보 (1)&℃-ute (1) 〈Special LOVE Mix 〜幸せの平成20周年 Ver.〜[1]〉
  - 가와나카 미유키 (20) 〈金沢の雨〉
  - 나카무라 미츠코 (12) 〈だんじり〉
  - 나가야마 요코 (14) 〈じょんから女節〉
  - mihimaru GT (2) 〈俄然Yeah!〉
  - 안젤라 아키 (2) 〈サクラ色〉
  - 코자이 카오리 (15) 〈無言坂〉
  - 미즈모리 카오리 (5) 〈ひとり薩摩路〉
  - AKB48 (1)&리아 디존 (1)&나카가와 쇼코 (1) 〈日本が誇る最先端! スペシャルメドレー[2]〉
  - 아야카 (2) 〈Peace loving people 〜スペシャル・ピアノ・バージョン〜[3]〉
  - 고다이 나츠코 (14) 〈舟〉
  - 아밍 (2) 〈待つわ'07〉
  - 히라하라 아야카 (4) 〈Jupiter〉
  - 보아 (6) 〈BoA ウィンター・バラード・スペシャル[4]〉
  - 사카모토 후유미 (19) 〈夜桜お七～大晦日スペシャル～〉

- 시로구미(白組) :
  - 미카와 켄이치 (24) 〈さそり座の女 2007〉
  - 토바 이치로 (20) 〈兄弟船〉
  - w-inds. (6) 〈Beautiful Life〉
  - 키타야마 타케시 (3) 〈男鹿半島〉
  - EXILE (3) 〈Lovers Again ～紅白バージョン～〉
  - WaT (3) 〈WaT紅白セレクション[5]〉
  - 후세 아키라 (23) 〈君は薔薇より美しい〉
  - 마에카와 키요시(&쿨파이브) (17) 〈そして、神戸〉
  - 고메고메 클럽 (5) 〈愛君浪漫〉
  - 포르노그라피티 (6) 〈リンク〉
  - 스키마스위치 (3) 〈奏（かなで）〉
  - 스기모토 마사토 (1) 〈吾亦紅〉
  - 테라오 아키라 (2) 〈ルビーの指環〉
  - 바바 토시히데 (1) 〈スタートライン～新しい風〉
  - 사다 마사시 (19) 〈Birthday〉

### 2부
- 아카구미(紅組) :
  - 고바야시 사치코 (29) 〈恋桜〉
  - 오오츠카 아이 (4) 〈CHU-LIP〉
  - 하마사키 아유미 (9) 〈Together When...〉
  - aiko (6) 〈シアワセ〉
  - 코다 쿠미 (3) 〈夢のうた〉
  - 나카무라 아타루 (1) 〈友達の詩〉
  - 덴도 요시미 (12) 〈珍島物語 〜絆〜〉
  - 나카시마 미카 (6) 〈LIFE〉
  - 히토토 요 (4) 〈ハナミズキ〉
  - DREAMS COME TRUE (12) 〈ア・イ・シ・テ・ルのサイン 〜わたしたちの未来予想図〜〉
  - 와다 아키코 (31) 〈あの鐘を鳴らすのはあなた〉
  - 이시카와 사유리 (30) 〈津軽海峡・冬景色〉

- 시로구미(白組) :
  - GACKT (5) 〈RETURNER ～闇の終焉～消え逝く武士たちへの鎮魂歌～〉
  - TOKIO (14) 〈青春 SEISYuN〉
  - 마키하라 노리유키 (2) 〈GREEN DAYS〉
  - 히카와 키요시 (8) 〈きよしのソーラン節YOSAKOIソーラン紅白スペシャル〉
  - 토쿠나가 히데아키 (2) 〈恋におちて -Fall in love-〉
  - 히라이 켄 (5) 〈哀歌 (エレジー)〉
  - 키타지마 사부로 (44) 〈帰ろかな〉
  - 코부쿠로 (3) 〈蕾〉
  - 아키카와 마사후미 (2) 〈千の風になって〉
  - SMAP (15) 〈弾丸ファイター 紅白SP〉
  - 모리 신이치 (40) 〈北の螢〉
  - 이츠키 히로시 (37) 〈契り〉